# Télé
Télé is een gemeente (commune) in de regio Timboektoe in Mali. De gemeente telt 5900 inwoners (2009).
De gemeente bestaat uit de volgende plaatsen:
- Bougoumeira
- Dendéguère
- Fatakara
- Hangabéra (hoofdplaats)